# St. Laurentius (Thurnau)

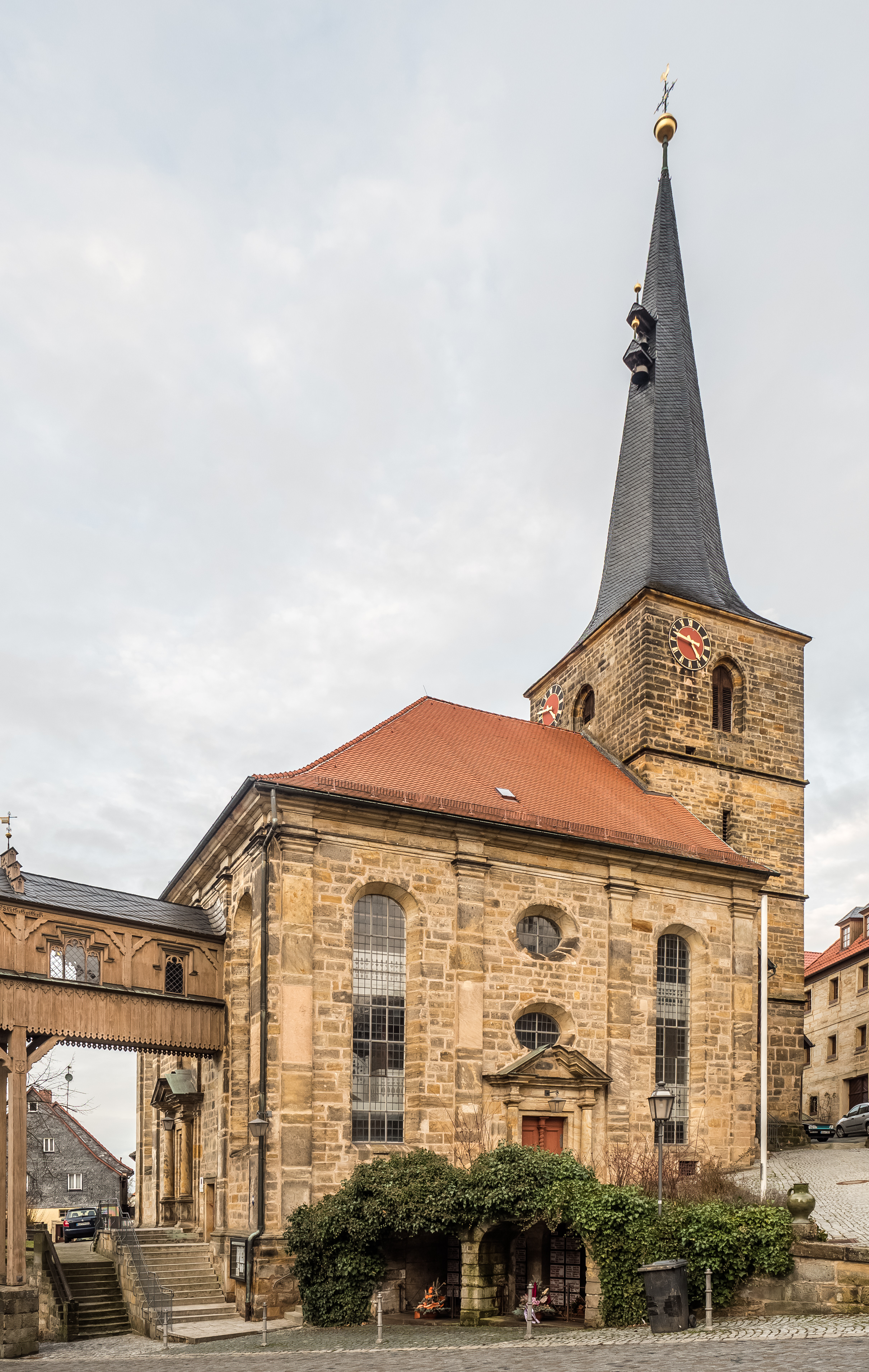
Die Kirche in Thurnau

Die evangelisch-lutherische St.-Laurentius-Kirche in Thurnau ist die Pfarrkirche des oberfränkischen Marktes. Sie steht gegenüber dem Schloss Thurnau am Kirchplatz in der Mitte des Ortes.

## Geschichte
Nachdem die Christianisierung des Gebiets bereits im 11. Jahrhundert abgeschlossen war, wurde in der zweiten Hälfte des 12. Jahrhunderts erstmals ein Kirchengebäude in Thurnau erwähnt. Vorher befand sich wohl eine Kapelle an der Stelle der heutigen Kirche. Um das Jahr 1300 wurde erstmals ein Pfarrer erwähnt, daraus geht hervor, dass der Ort damals eine Pfarrkirche besaß. Diese Aufwertung machte einen Neubau der Kirche im Stile der Gotik notwendig, von der noch der spätgotische Turm zeugt. Am 2. Februar 1546 wurde die lutherische Lehre im Ort eingeführt. Treibende Kraft war dabei der Patronatsherr Wolf Förtsch von Thurnau, der auch den ersten Pfarrer berief.
Mit dem Pfarrer und Magister Georg Christoph Brendel übernahm im Jahre 1696 ein Pietist das Seelsorgeramt. Er nahm den aus Erlangen geflohenen Maler Johannes Adam Raab auf und gewährte ihm in Thurnau Zuflucht. Auf Brendel geht auch der Neubau der Kirche zurück. Im Jahr 1701 fand die Grundsteinlegung für ein neues Langhaus statt. Bereits ein Jahr später konnte Einweihung gefeiert werden, obwohl sich die endgültige Fertigstellung noch bis ins Jahr 1706 hinzog. 1767/1769 erhielt die Laurentiuskirche eine Orgel, die auf die Orgelbauerfamilie Wiegleb zurückging.
In den folgenden Jahrhunderten wurde die Kirche mehrmals renoviert. Im Jahr 1911 erneuerte man das Gebäude, wobei auch die Farbfenster ausgetauscht wurden. In den Jahren 1965 und 1966 wurde das Gotteshaus erneut restauriert. 1994 folgte eine umfassende Dachstuhlsanierung, der sich 1997 eine weitere Renovierung des Gebäudes anschloss. Das Bayerische Landesamt für Denkmalpflege ordnet die Kirche als Baudenkmal unter der Nummer D-4-77-157-13 ein.

## Architektur
Die Kirche präsentiert sich als Saalbau. Sie entspricht einer spätgotischen Chorturmkirche, die nach dem Bayreuther Markgrafenstil erneuert wurde. Der Chorturm ist geostet und hat einen quadratischen Grundriss und vier Geschosse, die durch Gesimse außen gegliedert sind. Im ersten Geschoss hat der Turm jeweils ein spitzbogiges Fenster auf jeder Seite. Ein 1874 angebrachter verschieferter Spitzhelm schließt den Bau oben ab. Er trägt als Spitze einen Turmknauf und ein schlichtes, goldenes Kreuz.
Das Langhaus hat ebenso einen fast quadratischen Grundriss und ist mit drei auf drei Achsen gegliedert. Jede Seite hat ein zentrales Portal mit gesprengten Giebeln und toskanischen Säulen. Links und rechts davon befinden sich große Fenster und über den Portalen ovale Ochsenaugen. An der Westseite trifft der hölzerne Durchgang vom Schloss auf das Kirchengebäude. Im Inneren nimmt der Chorraum zwei Turmgeschosse ein. Kreuzgewölbe durchziehen den Chor, die in Richtung Langhaus in Spiegelgewölbe übergehen.

## Ausstattung
Die Innenausstattung der Kirche mit großen Emporen und einem eindrucksvollen Herrschaftsstand wurde von der Dorfherrschaft der Familien von Förtsch und von Giech geprägt.

### Altar
Der Altar, der die Ostwand des Chores beherrscht, entstand im Jahr 1703. Er wird Elias Räntz zugeschrieben. Ein steinerner Unterbau leitet zum hölzernen Aufbau über. Der sechssäulige Altar weist eine perspektivische Zuspitzung auf, die einem Bühnenbild ähnelt. Damit entspricht er ganz dem barocken Ideal, das sich dem Inszenierungsgedanken verpflichtet fühlte. Die Säulen weisen in ihren rechteckigen Sockeln Putten auf. Der runde Säulenschaft ist mit Gold verziert. Die vordersten Säulen tragen goldenes Blattwerk am Säulenrand.
Das zentrale Altarblatt zeigt das seltene Motiv des lehrenden Christus und trägt die goldene Inschrift: „Joh:6.v:51. Ich bin das lebendige Brod/vom Himel komen/wer von diesem Brod eßen wird/der wird leben in Ewigkeit.“ Ein Kruzifix davor verdeckt ein kleines Bild in der Predella. Ein eigentlicher Altarauszug fehlt, zwei sitzende Frauengestalten leiten zu einem großen Wappen der Linie Künsberg zu Thurnau über.

### Epitaphe
Die Kirche wurde als Grablege für die Dorfherren genutzt, einige steinerne Epitaphe und Grabplatten sind in der Kirche erhalten geblieben, davon zwei im Chor. Links vom Altar steht das Grabmal des Wolf Förtsch zu Thurnau, der im Jahr 1551 starb. Die Platte wurde erst gegen Ende des 16. Jahrhunderts geschaffen und zeigt den Verstorbenen in voller Rüstung. Der Helm liegt zu seinen Füßen. Der Verstorbene steht auf einem Löwen, ein Kruzifix befindet sich auf Augenhöhe. Ein Relief mit der Auferstehung Christi ist darüber angebracht.
Auf der rechten Seite des Altars befindet sich ein steinernes Epitaph mit der lebensgroßen Darstellung von Hans Georg von Giech († 1613) und seiner Ehefrau Barbara, die als Förtsch zu Thurnau geboren wurde und 1588 starb. Zwischen den Eheleuten befindet sich ein Kruzifix, Hans Georg von Giech steht auf einem Löwen. Eingerahmt wird das Epitaph von zwei Pilastern, die zu einem Gesims überleiten. Beide Elemente tragen Wappen, auf dem Gesims ist die Inschrift: „ICH BIN DIE AVFERSTE/HVNG VND DAS LEBEN WE/R AN MICH GLAVBET DER/WIRD LEBEN OB ER GLE/ICH STVRBE IOHAN XI“ angebracht.
Die Wappen beider Eheleute weisen auf die Verwandtenreihe hin. Unter anderem erkennt man die Wappen der Adelsgeschlechter Schaumberg, Giech, Gottsfeld, Bibra, Förtsch, Stein vom Altenstein, Vestenberg, Notthafft, Grumbach, Waldenfels, Künsberg, Wolfstein, Truchseß, Fuchs und Rotenhan. Den Grad der Verwandtschaft bestimmt der Platz, an dem sich das jeweilige Wappen befindet. Alle Wappen auf dem Gesims gehören zur engeren, die auf den Pilastern zur entfernteren Verwandtschaft. Darüber befindet sich ein Relief der Auferstehung.
Zwei weitere Grabplatten von Familienmitgliedern der Künsberg an der Nordseite des Kirchenschiffs sind älter als die Epitaphe im Chor. Beide sind ähnlich gestaltet mit dem Wappen der Familie in ihrer Mitte, das von vier weiteren Wappen umgeben ist. Beide tragen Inschriften, eine weitere Inschrift steht auf dem größeren Epitaph unterhalb des Künsberg'schen Wappens.

### Emporen und Herrschaftsloge

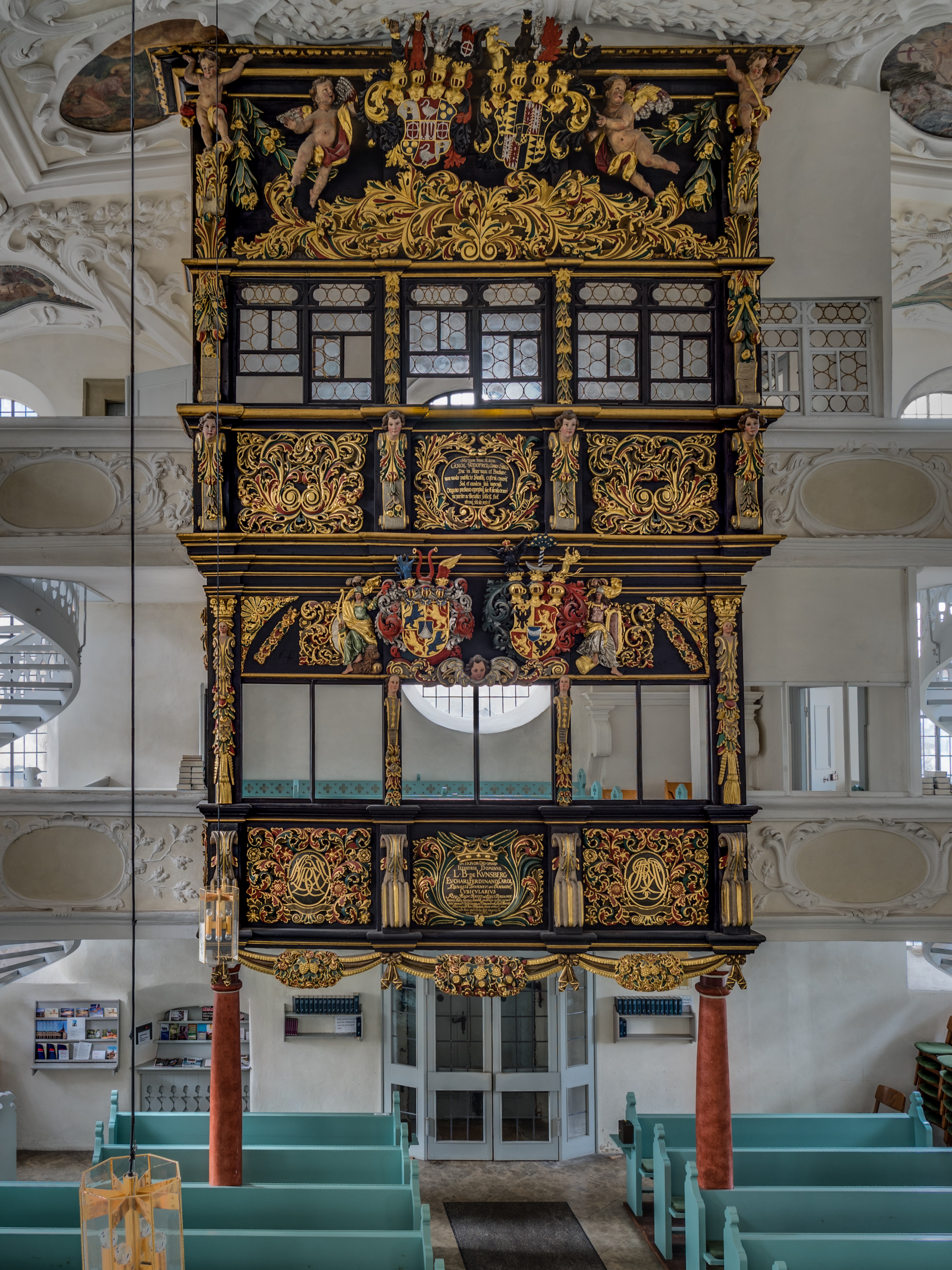
Die Herrschaftsloge im Westen der Kirche

Die zweistöckigen Emporen im Norden und Süden des Kirchenschiffs sind im Nordosten bis zum Chorbogen fortgeführt. Im Chor befindet sich auf einer hufeisenförmigen kleineren Empore die Orgel. Die von schlichten Rundsäulen gestützten Emporen mit einfachem Stuck sind über kleine Wendeltreppen erreichbar. Die auf der Südseite im Jahr 1760 eingebauten Emporen boten den Beamten und Pagen der Dorfherren erhöhte Plätze.
Die sogenannte Herrschaftsloge im Westen der Kirche befindet sich zentral zwischen den Emporen und konnte durch einen im Jahr 1706 von Elias Räntz geschaffenen und mit reichem Schnitzdekor versehenen italienischen Kamin beheizt werden. Von dem in schwarz gehaltenen Herrschaftsstand heben sich die goldenen Verzierungen besonders hervor. Die beiden Etagen boten den Freiherren von Künsberg und den Grafen von Giech Platz. Der Stand ist durch ein goldenes Feston zu öffnen. Darüber in Höhe der ersten Empore lobt eine lateinische Inschrift den Erbauer, Euchar Ferdinand Karl Freiherr von Künsberg. Oberhalb der Fenster befindet sich das Wappen der Künsberg-Bothmer als Allianzwappen. Ein Gesims lässt das darüberliegende Geschoss leicht nach vorne kragen, dadurch sollte der Standesunterschied zwischen Freiherren und Grafen hervorgehoben werden. Die Inschrift auf dem oberen Stand ist Karl Gottfried II. Reichsgraf von Giech-Khevenhüller gewidmet. Sein Wappen wird von Putten gehalten.

### Orgel
Über dem Altar befindet sich die Orgel. Erstmals wurde eine Orgel in den Jahren 1767–1769 eingebaut, deren Orgelwerk von Johann Friedrich Wiegleb stammte. Den dreiteiligen Prospekt, der noch existiert, soll Johann Gabriel Räntz, der Sohn von Elias Räntz, gebaut haben. Im Jahr 1978 erneuerte die Firma Baumgartner aus Neudrossenfeld das Orgelwerk.

### Fresken

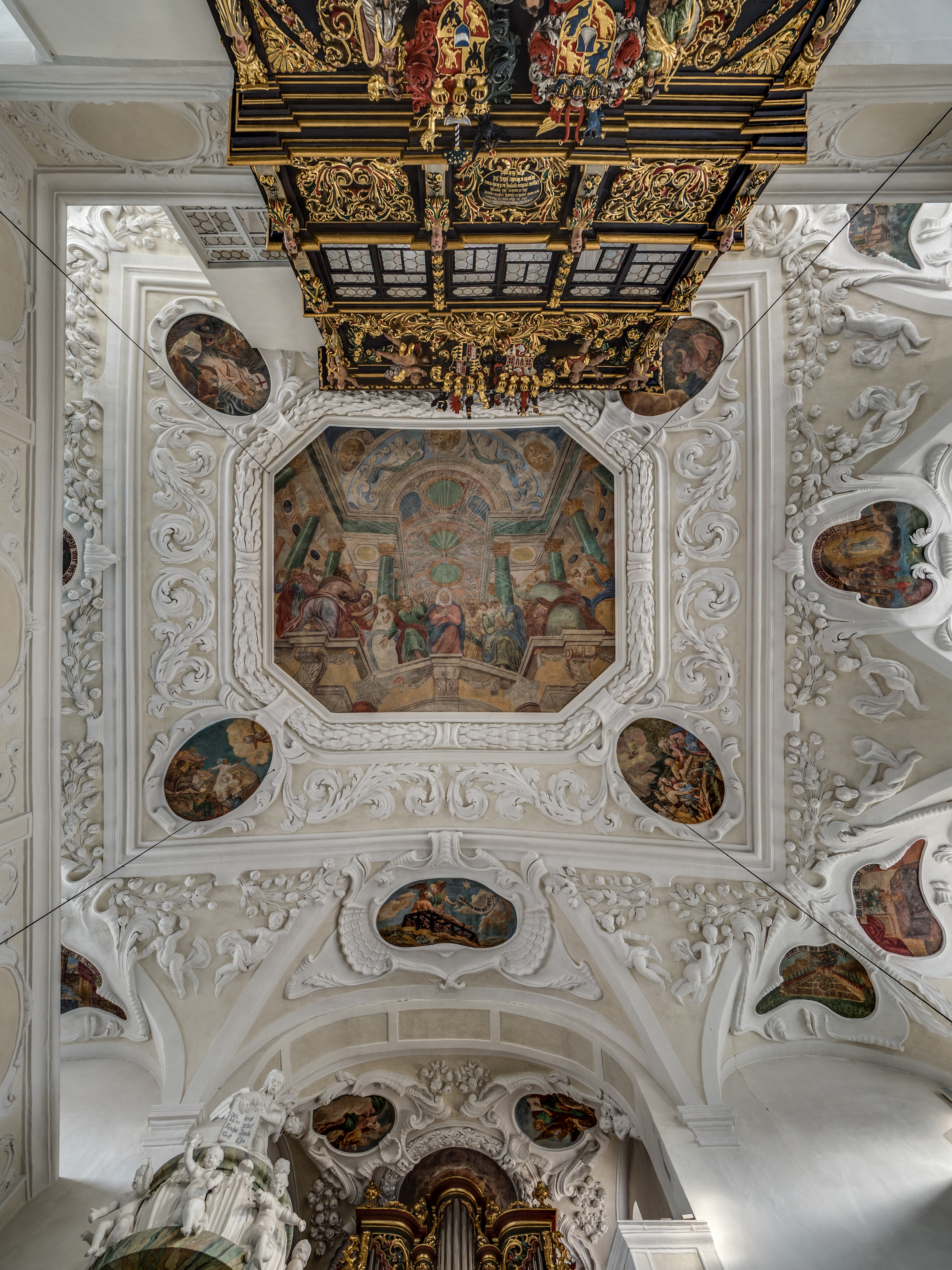
Deckenfresko mit dem Pfingstwunder

An der Decke der Laurentiuskirche befinden sich Stuckmedaillons, Putten sowie Blumen- und Rankenwerk von Bernardino Quadri und farbige Fresken. Im Chor sind die Fresken der vier Evangelistensymbole teilweise von der Orgel verdeckt. Eine Umschrift lautet: „Gloria in excelsio deo“ (Ehre sei Gott in der Höhe). Diese Bilder schuf Gabriel Schreyer im Jahr 1703.
Im Langhaus ist neben dem Chorbogen das Martyrium des Kirchenpatrons Laurentius mit der Inschrift „Im Anfang war das Wort“ zu erkennen. Auf der Südseite des Langhauses wird diese Bibelstelle mit „Und das Wort war bei Gott“ fortgeführt. Dort ist Christus zwischen den sieben Leuchtern dargestellt. Am Fresko der Maria von der Sonne umkleidet wird der Spruch mit „Und Gott war das Wort“ vervollständigt.
Das zentrale Bild im Langhaus ist das Pfingstbild im Deckenspiegel. In Ovalfeldern, die sich um das Hauptbild anordnen, sieht man die Geburt Christi, die Ölbergszene, die Auferstehung und die Himmelfahrt Christi. Auch diese Fresken wurden von Gabriel Schreyer geschaffen. Zwei Jahre nach der Fertigstellung dieser Werke ergänzte sie Johann Adam Raab mit einigen sogenannten Zwickelbildern in den vier Ecken des Langhauses. Sie sind paarweise angeordnet mit Spruchbändern, die der pietistischen Weltsicht des Malers entspringen.
Im Südosten erkennt man auf dem einen Bild einen Garten, auf dem anderen eine Vase mit dem Spruch „Leben muß doch beßer seyn/ Alß ein todter schöner Schein“. Im Südwesten umwindet ein Schiffer in aufgewühlter See einen Berg mit einem Seil. Im anderen Bild stößt sich ein Seemann mit einer Stange von der Steilküste ab. Der zugehörige Vers lautet: „Er ziehet, wer Ihn will bewegen/Wer stößt, der ist sich selbst entgegen“. Ein Regenbogen und drei Hirsche mit dem Spruch „Die Bedeutung macht beglückt/Die Stellung macht es, daß sichs schickt“ sind in der Nordwestecke dargestellt. „Der Mangel lehret Sorgen/Das edelst ist verborgen“ lautet der Vers an den Bildern in der Nordostecke. Dargestellt sind Türme mit Sonnenuhren ohne Zeiger und eine kleine Taschenuhr mit einem Deckel.

### Kanzel
Der Zugang zur Kanzel auf der linken Seite des Chorbogens geschieht durch die Empore der Nordwand. Die Stuckkanzel wurde 1706 von dem Italiener Bernardino Quadri gebaut, der auch den Stuck der Decke fertigte. Am Zugang zur Kanzel und am Kanzelkorb sind Blendarkaden mit den Königen Salomon und David und den alttestamentlichen Propheten Elias, Jeremias, Daniel und Ezechiel. Zwei weitere Stuckfiguren tragen den Schalldeckel. Es handelt sich um Moses mit den Gesetzestafeln und eine Figur mit Kreuzstab und Lamm, die als Johannes der Täufer oder als Allegorie der Kirche gedeutet wird. Im Schalldeckel symbolisiert eine Taube den Heiligen Geist. Der Deckelrand ist mit Putten verziert, auf dem Schalldeckel thront ein Engel, der ein Buch mit der Inschrift „Off. Joh. 14.7 Fürchtet Gott und gebet Ihm die Ehre“ in der Hand hält.

## Pfarrer

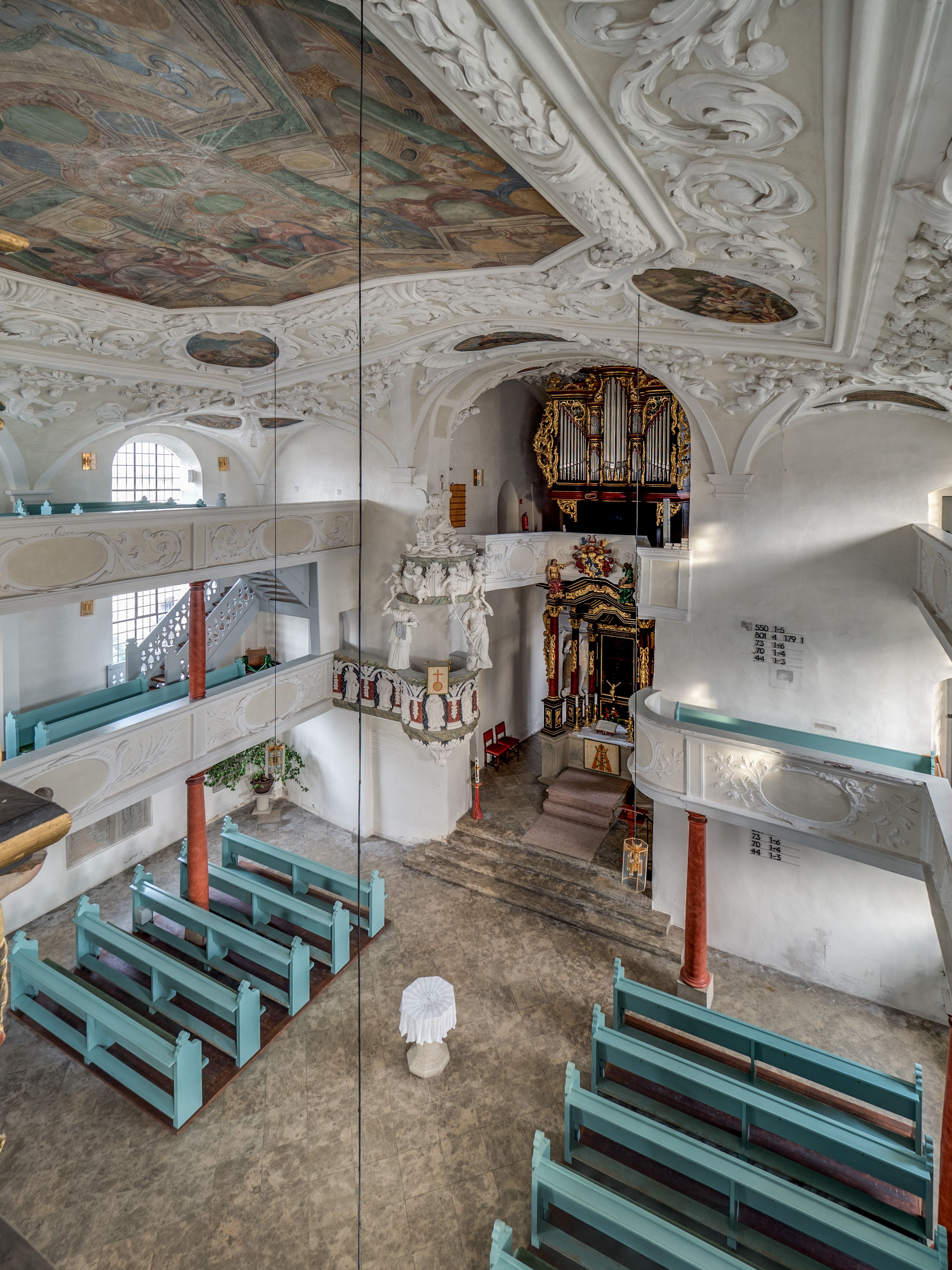
Der Innenraum im Osten

Die Geistlichen, die in der Gemeinde wirkten, sind seit der Reformation fast vollständig bekannt. Im 17. Jahrhundert blieb die Pfarrstelle für einige Jahre unbesetzt. Seit dem Jahr 1810 sind die Pfarrer auch die Dekane des Dekanats Thurnau.
| Name                              | Amtszeit                | Anmerkungen                                                                                          |
| --------------------------------- | ----------------------- | --- |
| Ulrich Zündel                     | 1546–1576               | Berufung durch Wolf Förtsch von Thurnau                                                              |
| Johannes Weidner                  | 1576–1579               | |
| Erhard Crudius                    | 1579–?                  | Zuvor Pfarrer in Veitlahm. Erste Kirchenordnung für Thurnau Stirbt „Dom. Mis. 1610“ (22. April 1610) |
| Johann Kerfeld                    | ?                       | Stirbt am 23. November 1614                                                                          |
| Wolfgang Krüger                   | ?                       | Stirbt 1625                                                                                          |
| Johannes Hofmann                  | 1625–1635               | Entführung während des Dreißigjährigen Krieges 1632 und 1633. Stirbt am 12. Oktober 1635             |
| Johannes Trautschelius            | 1638–1648               | aus Eisfeld; stirbt am 11. April 1648                                                                |
| Georg Wolfgang Frobenius          | 1649–1656               | aus Crailsheim. Zuvor Pfarrer in Wonsees. Stirbt am 16. Januar 1656                                  |
| Kaspar Stumpf                     | 1656–1660               | aus Bayreuth. Stirbt 1660                                                                            |
| Johannes Rephunius                | 1660–1668               | Vertriebener aus Löhme durch Katholiken; stirbt 1668                                                 |
| unbesetzt                         | 1668–1674               | |
| Oswald Goekel                     | 1675–1685               | vorher Pfarrer in Buchau und Peesten; stirbt 1685                                                    |
| Peter Diez                        | 1686–1696               | |
| Georg Christoph Brendel           | 1696–1722               | Neubau der Kirche. Aus Plauen vorher Pfarrer zu Peesten                                              |
| Wolfgang Adam Schmauß             | 1722–1738               | aus Bayreuth; stirbt 1738                                                                            |
| Gottfried Meisner                 | 1739–1750               | aus Naumburg; zuvor Pfarrer in Azendorf und Buchau; stirbt 1750                                      |
| Johannes David Kolbe              | 1751–1779               | Herausgeber des Kolb'schen Katechismus. Aus Naumburg, zuvor Diacon hier; stirbt 1779                 |
| Johann Georg Philipp Knab         | 1780 (1 Jahr, 3 Monate) | vorher Pfarrer zu Krögelstein, danach Diacon hier                                                    |
| Johannes Vollrath Keyßler         | 1781–1792               | neuer Katechismus. Aus Sontheim vorher Pfarrer zu Buchau; stirbt 1792                                |
| Peter Christoph Georg             | 1792–1814               | aus Bischofsgrün; versetzt nach Kasendorf                                                            |
| Philipp August / Gottlieb Keyßler | 1814–1819               | erster Dekan; aus Baudorf; stirbt 1819                                                               |
| Friedrich Löw                     | ?–1830                  | |
| Friedrich Heinrich Ranke          | 1830–1840               | |
| Moritz Bischoff                   | 1861–1880               | |
| Gottlieb Tretzel                  | 1881–1897               | |
| Heinrich Adolf Karl Reich         | 1897–1905               | |
| Johann Leonhardt Winter           | 1905–1935               | |
| Alexander Haas                    | 1935–1945               | |
| August Ammon                      | 1945–1958               | Angehöriger der Landessynode                                                                         |
| Georg Weidt                       | 1959–1976               | |
| Lothar Sauer                      | 1976–1988               | |
| Rudolf Kuhn                       | 1988–                   | |
| Hans Hager                        | 1998–2014               | |